# Мессьє 40
Мессьє 40 (також Winnecke 4, WNC 4) — подвійна зоря в сузір'ї Великої Ведмедиці. Була відкрита в 1764 році Шарлем Мессьє, який прийняв її за туманність, раніше зазначену на цьому місці Яном Гевелієм, і вніс у свій каталог. Була відкрита повторно Ф. А. Т. Віннеке. Виміряна в 1991 р. кутова відстань між компонентами зірки склала 51,7", тобто збільшилася з часів Мессьє. У наш час[коли?] припускають, що, швидше за все, це оптична подвійна зоря, а не фізично зв'язана система. Winnecke 4 лежить на відстані 510 світлових років (156 парсек) від Землі.

## Спостереження

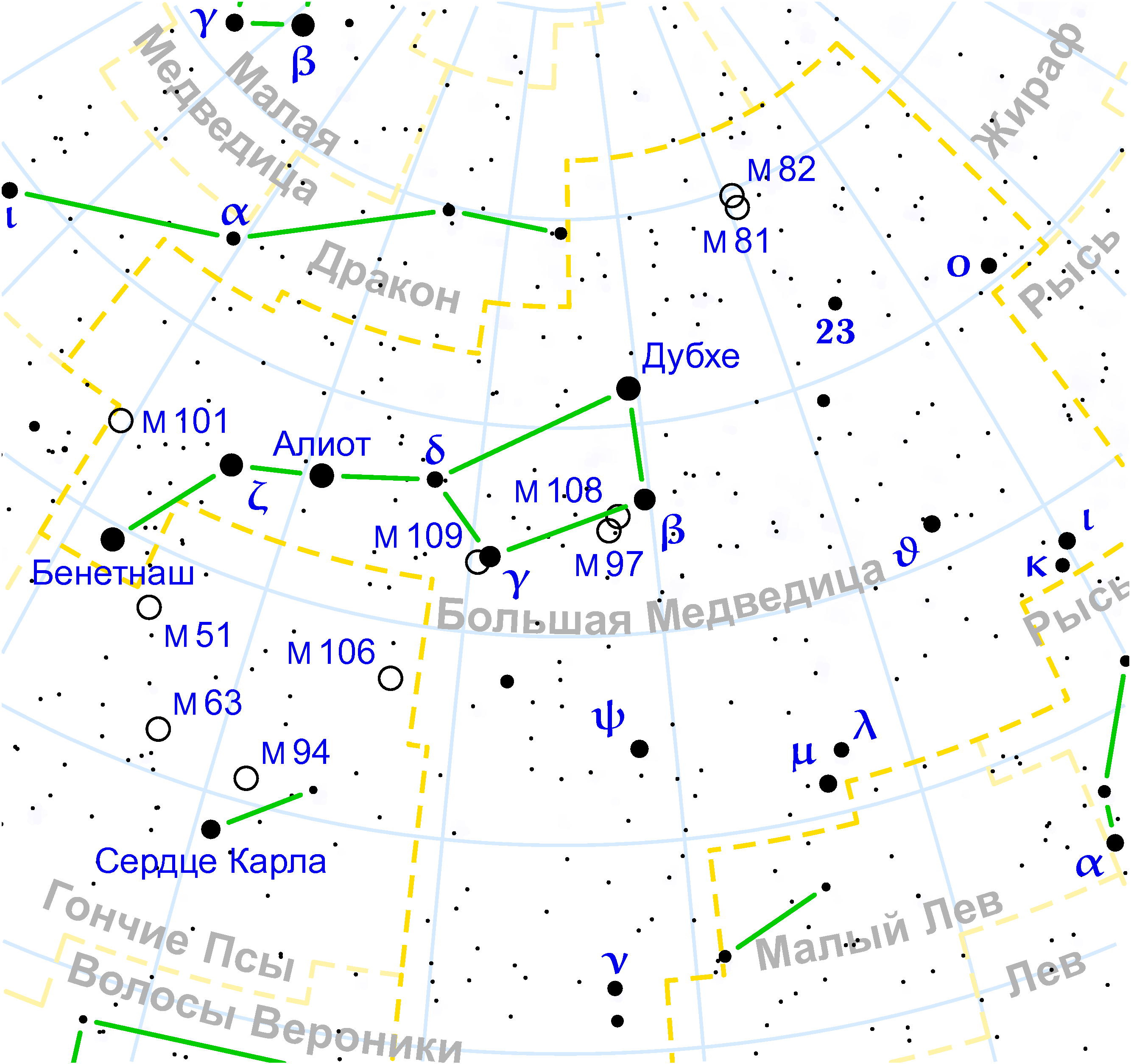
M40 у Великій Ведмедиці

Ця подвійна зоря хоча б тому варта спостереження, що, нехай і через непорозуміння, все ж потрапила в знаменитий каталог Мессьє.
Якщо на східній стороні ковша Великої Ведмедиці продовжити лінію від γ до δ (Фекда-Мегрец), то на продовженні цієї лінії в 1,5 градуса від δ UMa і знайдеться М40 — подвійна зоря приблизно 9-ї зоряної величини, в 15 кутових хвилинах від зорі 70 UMa (5m). Двоїстість М40 очевидна при найменшому збільшенні телескопа (підзорної труби).
При гарному темному небі (краще взимку-навесні) в апертурний телескоп зовсім поряд з М40 (менше 10 'на захід) можна спробувати побачити неяскраву спіральну галактику NGC 4290 (12m), а при апертурі телескопа від 350 мм і її сусідку NGC 4284 (13.6m).

### Сусіди по небу з каталогу Мессьє
- М109 — (менш ніж у градусі на захід від Фекди) досить яскрава галактика в пів-обороту.
- М101 — (на схід, над хвостом Б.Ведмедиці) велика галактика видима плазом.
- М108 — (на захід, у β UMa) галактика видима майже з ребра.
- М97 — (поряд з М108) дуже цікава планетарна туманність «Сова».

### Послідовність спостереження в «Марафоні Мессьє»
… М51 → М109 → М40 → М101 → М109 …